# Nemzeti Bajnokság I 2015-2016
La Nemzeti Bajnokság I 2015-2016 (chiamata ufficialmente OTP Bank Liga per motivi di sponsorizzazione) è stata la 115ª edizione del massimo campionato di calcio ungherese. La stagione è iniziata il 17 luglio 2015 e si è conclusa il 30 aprile 2016. Il Ferencváros ha vinto il campionato per la 29ª volta nella sua storia.

## Stagione

### Novità
Al termine della stagione 2014-2015, sono retrocessi Lombard Pápa, Dunaújváros PASE, Nyíregyháza, Pécs, Kecskemét e Győri ETO. Dalla Nemzeti Bajnokság II sono stati promossi Vasas e Békéscsaba. Di conseguenza, il numero di squadre è stato ridotto da 16 a 12.

### Regolamento
Le 12 squadre partecipanti si sfidano in un girone di andata, ritorno e andata per un totale di 33 giornate.
La squadra campione d'Ungheria si qualifica per il secondo turno di qualificazione della UEFA Champions League 2016-2017.

Le squadre classificate al secondo e terzo posto si qualificano per il primo turno di qualificazione della UEFA Europa League 2016-2017.

Le ultime due classificate retrocedono direttamente in Nemzeti Bajnokság II.

## Squadre partecipanti
| Club            | Città          | Stadio                   | Stagione 2014-2015   |
| --------------- | -------------- | ------------------------ | -------------------- |
| Békéscsaba      | Békéscsaba     | Kórház utcai stadion     | 3º posto in NB II    |
| Debrecen        | Debrecen       | Nagyerdei Stadion        | 4º posto in NB I     |
| Diósgyőr        | Miskolc        | DVTK Stadion             | 7º posto in NB I     |
| Ferencváros     | Budapest       | Groupama Arena           | 2º posto in NB I     |
| Haladás         | Szombathely    | Stadion Rohonci Út       | 14º posto in NB I    |
| Honvéd          | Budapest       | Bozsik Stadion           | 13º posto in NB I    |
| MTK Budapest    | Budapest       | Nándor Hidegkuti Stadion | 3º posto in NB I     |
| Paks            | Paks           | Stadion PSE              | 5º posto in NB I     |
| Puskás Akadémia | Felcsút        | Pancho Arena             | 10º posto in NB I    |
| Újpest          | Budapest       | Ferenc Szusza Stadion    | 6º posto in NB I     |
| Vasas           | Budapest       | Stadion Rudolf Illovszky | 1º posto in NB II    |
| Videoton        | Székesfehérvár | Sóstói Stadion           | Campione di Ungheria |

## Classifica finale
|                     | Pos. | Squadra         | Pt | G  | V  | N  | P  | GF | GS | DR  |
| ------------------- | ---- | --------------- | -- | -- | -- | -- | -- | -- | -- | --- |
| Ungheria (bandiera) | 1.   | Ferencváros     | 78 | 33 | 25 | 3  | 5  | 69 | 22 | +47 |
|                     | 2.   | Videoton        | 55 | 33 | 17 | 4  | 12 | 43 | 29 | +14 |
|                     | 3.   | Debrecen        | 53 | 33 | 14 | 11 | 8  | 48 | 34 | +14 |
|                     | 4.   | MTK Budapest    | 50 | 33 | 14 | 8  | 11 | 38 | 37 | +1  |
|                     | 5.   | Haladás         | 50 | 33 | 13 | 11 | 9  | 33 | 37 | -4  |
|                     | 6.   | Újpest          | 46 | 33 | 11 | 13 | 9  | 42 | 37 | +5  |
|                     | 7.   | Paks            | 43 | 33 | 12 | 7  | 14 | 41 | 40 | +1  |
|                     | 8.   | Honvéd          | 43 | 33 | 12 | 7  | 14 | 40 | 39 | +1  |
|                     | 9.   | Diósgyőr        | 38 | 33 | 10 | 8  | 15 | 37 | 47 | -10 |
|                     | 10.  | Vasas           | 32 | 33 | 9  | 5  | 19 | 32 | 54 | -22 |
|                     | 11.  | Puskás Akadémia | 31 | 33 | 7  | 10 | 16 | 35 | 51 | -16 |
|                     | 12.  | Békéscsaba      | 27 | 33 | 6  | 9  | 18 | 25 | 55 | -30 |

Legenda:

      Campione d'Ungheria e ammessa alla UEFA Champions League 2016-2017
      Ammesse alla UEFA Europa League 2016-2017
      Retrocesse in Nemzeti Bajnokság II 2016-2017

## Statistiche

### Classifica marcatori
| Gol |  |  | Giocatore        | Squadra         |
| --- |  |  | ---------------- | --------------- |
| 17  |  |  | Dániel Böde      | Ferencváros     |
| 11  |  |  | Mbaye Diagne     | Újpest          |
| 11  |  |  | Sándor Torghelle | MTK Budapest    |
| 9   |  |  | Đorđe Kamber     | Honvéd          |
| 9   |  |  | Stanislav Šesták | Ferencváros     |
| 8   |  |  | László Lencse    | Puskás Akadémia |
| 8   |  |  | Soma Novothny    | Diósgyőr        |
| 7   |  |  | Bálint Gaál      | Haladás         |
| 7   |  |  | Ádám Gyurcsó     | Videoton        |
| 7   |  |  | János Hahn       | Paks            |
| 7   |  |  | József Kanta     | MTK Budapest    |
| 7   |  |  | Roland Lamah     | Ferencváros     |
| 7   |  |  | Márió Németh     | Haladás         |
| 7   |  |  | László Pekár     | Puskás Akadémia |
| 7   |  |  | Roland Varga     | Ferencváros     |

## Verdetti finali
- Ferencváros campione d'Ungheria 2015-16 e qualificato alla UEFA Champions League 2016-2017.
- Videoton e Debrecen qualificati alla UEFA Europa League 2016-2017.
- Puskás Akadémia e Békéscsaba retrocessi in Nemzeti Bajnokság II.